# Šelešovice
Šelešovice település Csehországban, Kroměříži járásban. Šelešovice Rataje, Zdounky, Jarohněvice, Soběsuky és Kroměříž településekkel határos. Lakosainak száma 347 fő (2024. január 1.).

## Népesség
A település lakosságának változását az alábbi diagram mutatja:
| Lakosok száma | 350  | 441  | 473  | 419  | 344  | 312  | 318  | 330  | 352  | 347  |
|               | 1869 | 1900 | 1921 | 1961 | 1980 | 2011 | 2016 | 2019 | 2021 | 2024 |